# Bruttonationalprodukt

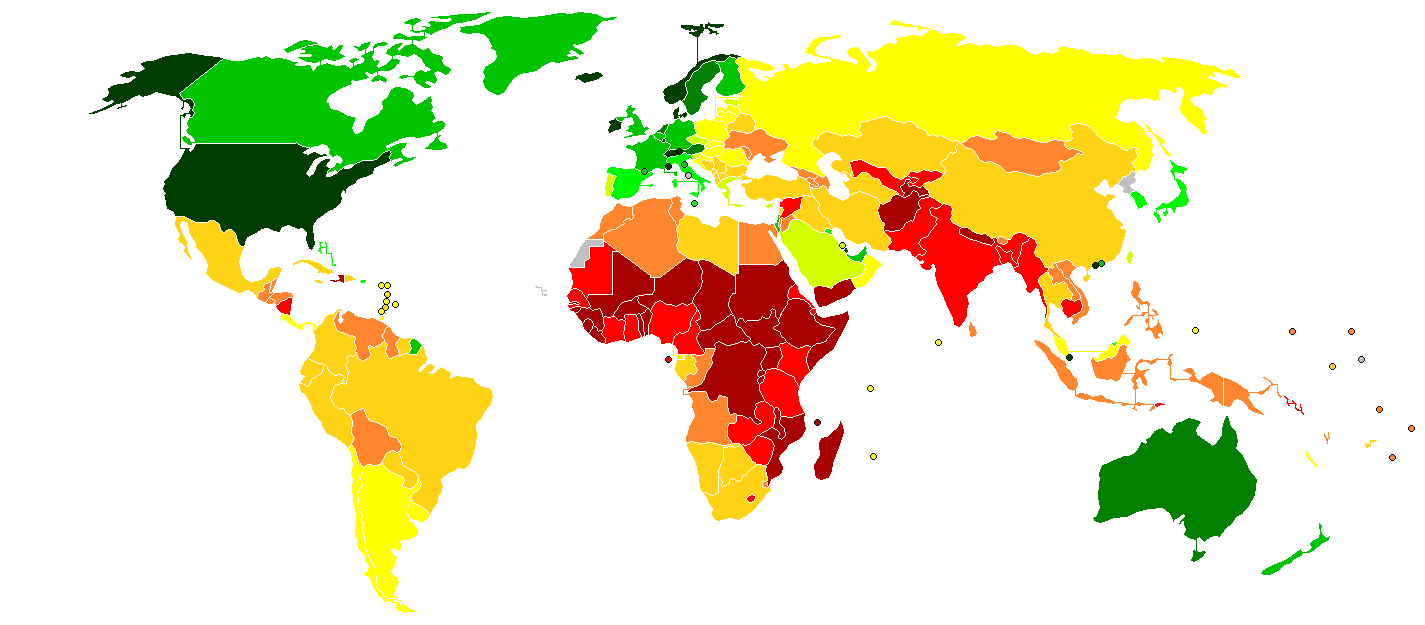
Köpkraftsparitetsjusterad BNP (PPP) per capita (2018)

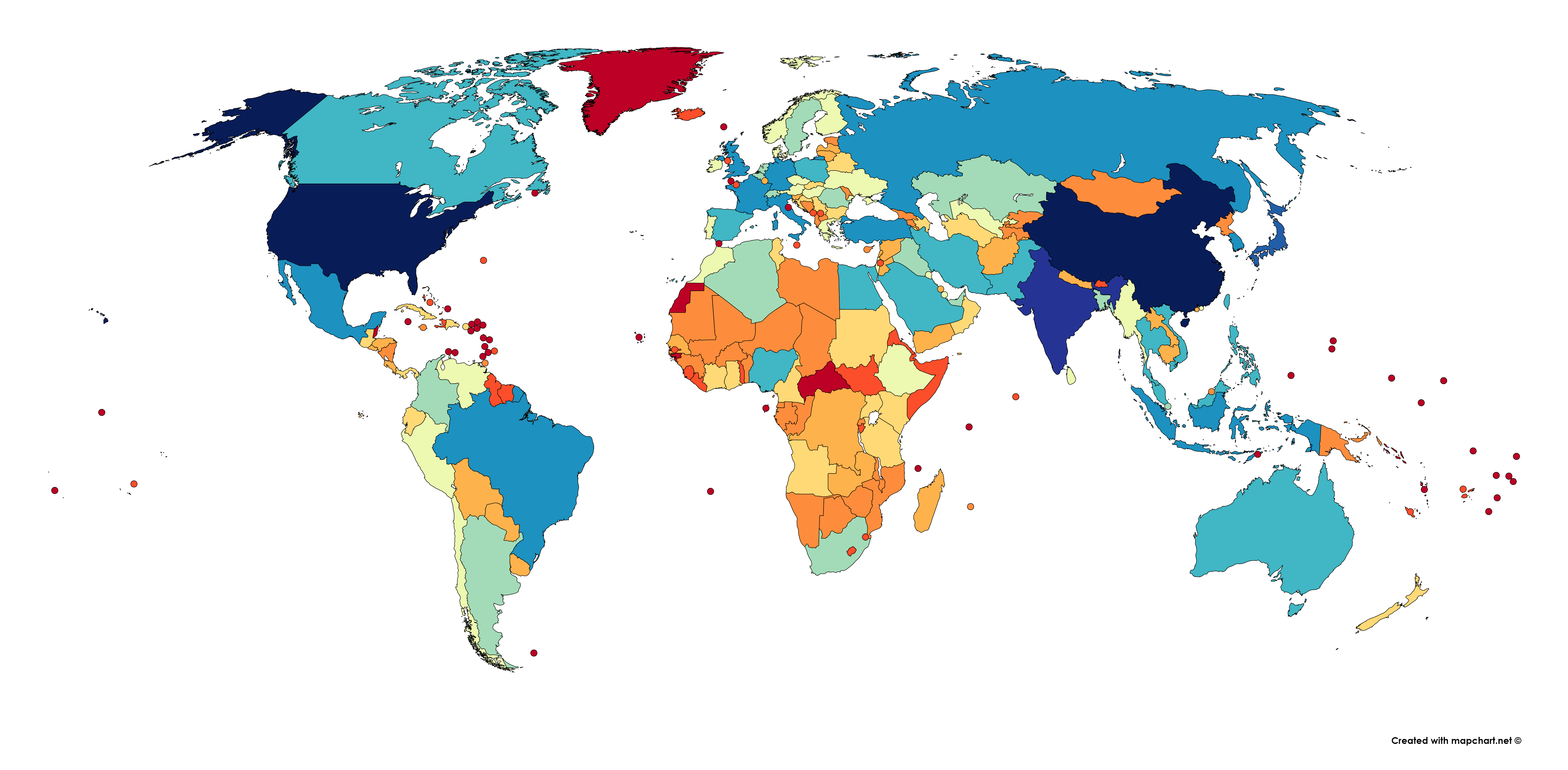
Nominell köpkraftsparitetsjusterad BNP (PPP) från CIA World Factbook (2020)

Bruttonationalprodukt (BNP) är ett mått på den totala ekonomiska aktiviteten i ett land under en tidsperiod, vanligen ett år. Det kan uttryckas som värdet av total konsumtion av varor och tjänster, bruttoinvesteringar samt export minus import. Om man i ett land summerar värdet av alla färdiga varor och tjänster som producerats under ett år får man fram landets bruttonationalprodukt. Det finns ett starkt positivt samband mellan BNP per capita och mått på levnadsstandard och hälsa men användandet av måttet som en nivå på levnadsstandard har blivit kritiserat och många länder söker aktivt efter alternativa mått.

## Beräkningssätt
Det finns tre olika metoder att räkna ut BNP på, av vilka alla ska ge samma resultat i teorin. 
- Utgiftsmetoden – summan av utgifter, vilket går ut på principen att alla produkter har blivit köpta av någon, därför måste värdet av samtliga produkter vara lika med folks totala utgifter till varuinköp.
- Produktionsmetoden – summan av förädlingsvärden, går ut på att summera produktionen uppdelat på olika sektorer, ofta baserat på uppgifter från företag.
- Inkomstmetoden – summan av inkomster, går ut på att producenternas inkomster måste vara lika med det slutgiltiga förädlingsvärdet för deras produkter, så BNP räknas ut genom att summera producenternas inkomster.

## Justeringar
BNP i löpande priser kallas för nominell BNP. Här är alltså enheten pengar till det värde de hade vid den tid uppgiften gäller. Ofta använder man istället måttet real BNP. I real BNP har summan kompenserats för prisändringar genom BNP-deflatorn, som skiljer sig från konsumentprisindex genom att den baserar sig på landets hela ekonomi snarare än en viss varukorg av konsumentvaror. Därmed blir beräkningen oberoende av inflationen (eller – i ovanliga fall – deflationen).
BNP per capita är BNP dividerat med antal invånare i landet. Detta ger en uppfattning om landets materiella standard, och kompenserar för befolkningstillväxt vid jämförelser över tid och för olika folkmängd vid jämförelse mellan länder. När man jämför BNP per capita mellan länder justerar man ofta dessutom för köpkraft, det vill säga prisskillnader mellan länderna.
Nettonationalprodukten är BNP minus kapitalförslitning. NNP visar därför (i någon mening) nettoresultaten av den ekonomiska aktiviteten.

## Sammanställning av Sveriges ekonomiska aktiviteter och utveckling
Statistiska Centralbyrån (SCB) har ansvaret för nationalräkenskaperna. I dessa beräknas bland annat bruttonationalprodukten (BNP) som sedan 1970 rapporteras kvartals- och årsvis. SCB svarar också för den nationella rapporteringen till Eurostat och Europeiska Centralbanken.

## Brister med måttet
En del av produktionen kommer inte med i BNP. Oavlönat arbete i hemmet – som matlagning, städning, eller "gör-det-själv-jobb" – är svårt att uppskatta monetärt och räknas därför inte in. Likadant är det med ideellt arbete, som man inte riktigt kan bedöma omfattningen eller värdet av. BNP mäter alltså inte värdet på all produktion utan i princip bara de betalningar som registrerats.
Största delen av den offentliga sektorns produktion räknas vara värd vad den kostar, eftersom dess värde inte går att beräkna entydigt på annat sätt (utom när tjänster köps till marknadspris). Värdet av en ineffektiv, offentlig sektor överskattas alltså, medan värdet av en effektiv, offentlig sektor underskattas.
Svartarbete ingår inte i statistiken. I förhållanden där svartarbete är omfattande är detta en felkälla, som ibland kompenseras med uppskattningar.
Eftersom BNP de facto också används som ett mått på välstånd försöker man ibland även uppskatta värdet på arbete som utförs utan ekonomisk kompensation. Som komplement till BNP kan man använda begreppet produktivitet, d.v.s. BNP fördelad på antalet arbetstimmar. Om man antar att oavlönat arbete och fritid per timme är lika värdefullt som lönearbetet ger detta ett i någon mening riktigt mått på invånarnas välstånd (antagandet görs ofta i ekonomisk teori, men förutsätter en perfekt fungerande arbetsmarknad).
BNP mäter den ekonomiska aktiviteten i landet som helhet, vilket ger ett bra mått på landets inflytande i världsekonomin. Vill man få en bild av välståndet inom landet kan man t. ex. använda BNP per capita, alltså BNP delat med antal invånare, som dock inte säger något om hur jämn eller ojämn det materiella välståndet i landet är mellan olika människor utan bara är ett genomsnittsvärde för samtliga invånare.
Psykologiprofessor Martin Seligman sade om måttet att "Bruttonationalprodukten bör inte längre vara det enda stora mått på hur bra det går för en nation. Det är inte bara den påtagliga skillnaden mellan livskvalitet och BNP som rättfärdigar den slutsatsen. Politiken påverkas av vad man mäter och om man bara mäter pengar så kommer all politik att handla om hur man tjänar mer pengar.

## Andra makroekonomiska mått
- Human Development Index (HDI) - HDI använder inkomst per capita som en del i sin uträkning, men väger även in förväntad medellivslängd och utbildningsnivå.[6]
- Ginikoefficient - Ginikoefficienten mäter inkomstskillnaderna inom ett land.

### BNP jämfört med BNI
Skillnaden mellan de två är att bruttonationalprodukten räknar in varor efter geografiskt plats, medan bruttonationalinkomsten (BNI) utgår från ägande. BNP är produktionen inom ett lands gränser, och BNI är produkter producerade av företag ägda av landets medborgare. Måtten skulle bli lika om alla företag i ett land ägdes av dess medborgare, men utländskt ägande gör att måtten skiftar.